# Nicolás Delgadillo
Nicolás Delgadillo Godoy (Buenos Aires, 2 ottobre 1997) è un calciatore argentino, attaccante del Saprissa.

## Caratteristiche tecniche
È un'ala sinistra che può anche essere schierato in linea con i centrocampisti.

## Carriera
Cresciuto nelle giovanili del Vélez Sarsfield, esordisce in prima squadra il 2 maggio 2015 subentrando al 56' a Leonardo Villalba nel corso del match perso 1-0 contro il San Lorenzo.
Segna la sua prima rete da professionista il 6 settembre 2015, al 75' della sfida persa per 3-1 in casa del San Martín (SJ).